# Moussoro
Moussoro è un comune del Ciad, nel dipartimento di Barh El Gazel Meridionale, provincia di Barh El Gazel
È il capoluogo del dipartimento.